# روابط اسرائیل و تایلند
روابط اسرائیل و تایلند به روابط دیپلماتیک و فرهنگی میان دولت اسرائیل و پادشاهی تایلند اشاره دارد. این کشورها از ژوئن ۱۹۵۴ روابط رسمی داشته‌اند. سفارت اسرائیل در بانکوک در سال ۱۹۵۸ تأسیس شد. از سال ۱۹۹۶، تایلند دارای سفارت در تل آویو است. تایلند و اسرائیل روابط نزدیک و دوستانه ای دارند و در زمینه‌های مختلف همکاری می‌کنند. روابط مردمی بین دو کشور نیز خوب است، زیرا هزاران تایلندی در اسرائیل شاغل هستند و میلیون‌ها اسرائیلی سالانه از تایلند بازدید می‌کنند.
در ۲۸ دسامبر ۱۹۷۲، یک گروه چهار نفره از گروه فلسطینی سپتامبر سیاه به سفارت اسرائیل در بانکوک حمله کرد و سفیر و چند مهمان وی را به عنوان گروگان گرفت. دو عضو دولت تایلند، داوی چولاساپیا و چاتیچای چونهاوان، که در آن زمان معاون وزیر خارجه بود و در سال ۱۹۸۸ نخست‌وزیر شد، به همراه سفیر مصر در تایلند، مصطفی الوصفی، برای آزادی گروگان‌ها مذاکره کردند و در عوض به خود و تعدادی مقامات تایلند را به عنوان ضمانت در رفتار ایمن تروریست‌ها با قاهره ضمانت کردند. نخست‌وزیر وقت اسرائیل، گلدا میر، دولت تایلند را به خاطر دیپلماسی خود که باعث خاتمه بی بحران بحران شد، ستود.
پس از سیل تایلند در سال ۲۰۱۱، اسرائیل کارشناسان مدیریت آب را به تایلند فرستاد. پرنسس چولابورن مهیدول در پیشبرد همکاری‌های علمی بین دو کشور نقش دارد.
در سال ۲۰۱۲ دو کشور یک توافقنامه تجاری امضا کردند.
تایلند در سال ۲۰۱۲ فلسطین به رسمیت شناخت در جریان درگیری‌های اسرائیل و غزه در سال ۲۰۱۴، دولت تایلند از راه حل صلح آمیز درگیری حمایت کرد و از هر دو طرف خواست که خویشتنداری کنند. دولت تایلند همچنین اعلام کرد که به حمایت خود از اسرائیل و فلسطین ادامه خواهد داد، اما فعالیت‌های تروریستی هیچ‌یک از طرفین را رد نخواهد کرد.
تایلند یکی از بهترین مقاصد گردشگری برای اسرائیلی‌ها است و اسرائیل برای کارگران مهاجر تایلندی محبوب شد. بیش از ۲۰ هزار تایلندی در اسرائیل در کشاورزی و در رستوران‌های آسیایی به عنوان آشپز استخدام می‌شوند. آنها به‌طور قانونی تحت نظارت توافقنامه دو جانبه تایلند و اسرائیل، همکاری تایلند و اسرائیل در مورد کارگران (TIC) کار می‌کنند.
در سپتامبر ۲۰۱۴، دو کشور توافق‌نامه همکاری امضا کردند.
در ژوئیه ۲۰۱۵، اسرائیل و تایلند توافق‌نامه همکاری پزشکی را امضا کردند.
هیئتی از انجمن صنعتی تایلند در سال ۲۰۱۵ از اسرائیل بازدید کرد.
عموم مردم تایلند نسبت به درگیری‌های اسرائیل و فلسطین بی‌طرف هستند، اما اقلیت مسلمان در این کشور، که نزدیک به چهار میلیون نفر هستند، به‌طور کلی با فلسطین همدردی می‌کنند.